# Aluminiumoxidhydroxid
Aluminiumoxidhydroxid ist eine anorganische chemische Verbindung des Aluminiums aus der Gruppe der Hydroxide mit der Summenformel HAlO2.

## Vorkommen
Aluminiumoxidhydroxid kommt natürlich in Form der orthorhombischen Minerale Diaspor (α-AlO(OH)) und Böhmit (γ-AlO(OH)), sowie (verunreinigt mit Aluminiumhydroxid, Eisenhydroxiden, Alumosilicaten, Titanoxiden u. a. mehr) im Bauxit vor.

## Gewinnung und Darstellung
Künstlich lässt sich y-Aluminiumoxidhydroxid hydrothermal aus Hydrargillit oder amorphen Aluminiumhydroxiden im Autoklaven durch zweistündiges Erhitzen auf 300 °C gewinnen. Es geht hydrothermal durch mehrtägiges Erhitzen in 0,4%iger Natronlauge bei 380 °C und 500 bar in α-Aluminiumoxidhydroxid über.

## Eigenschaften
Aluminiumoxidhydroxid ist ein farbloser Feststoff. In kristallisiertem Aluminiumoxidhydroxid ist Aluminium oktaedrisch sowohl von OH-Gruppen als auch Sauerstoffatomen umgeben. In der α-Aluminiumoxidhydroxidstruktur sind die Sauerstoffatome hexagonal-dichtest gepackt. Die Aluminiumionen besetzen jeweils die Hälfte der Oktaederlücken zwischen dichtest gepackten Sauerstoffatomschichten. In y-Aluminiumoxidhydroxid wechseln sich schichtartige Bereiche mit kubisch-dichtester Sauerstoffatompackung mit solchen ohne dichte Sauerstoffatompackung ab.

## Verwendung
Aluminiumoxidhydroxid kann als Flammschutzmittel verwendet werden.